# Peter Friedrich von Hohenthal

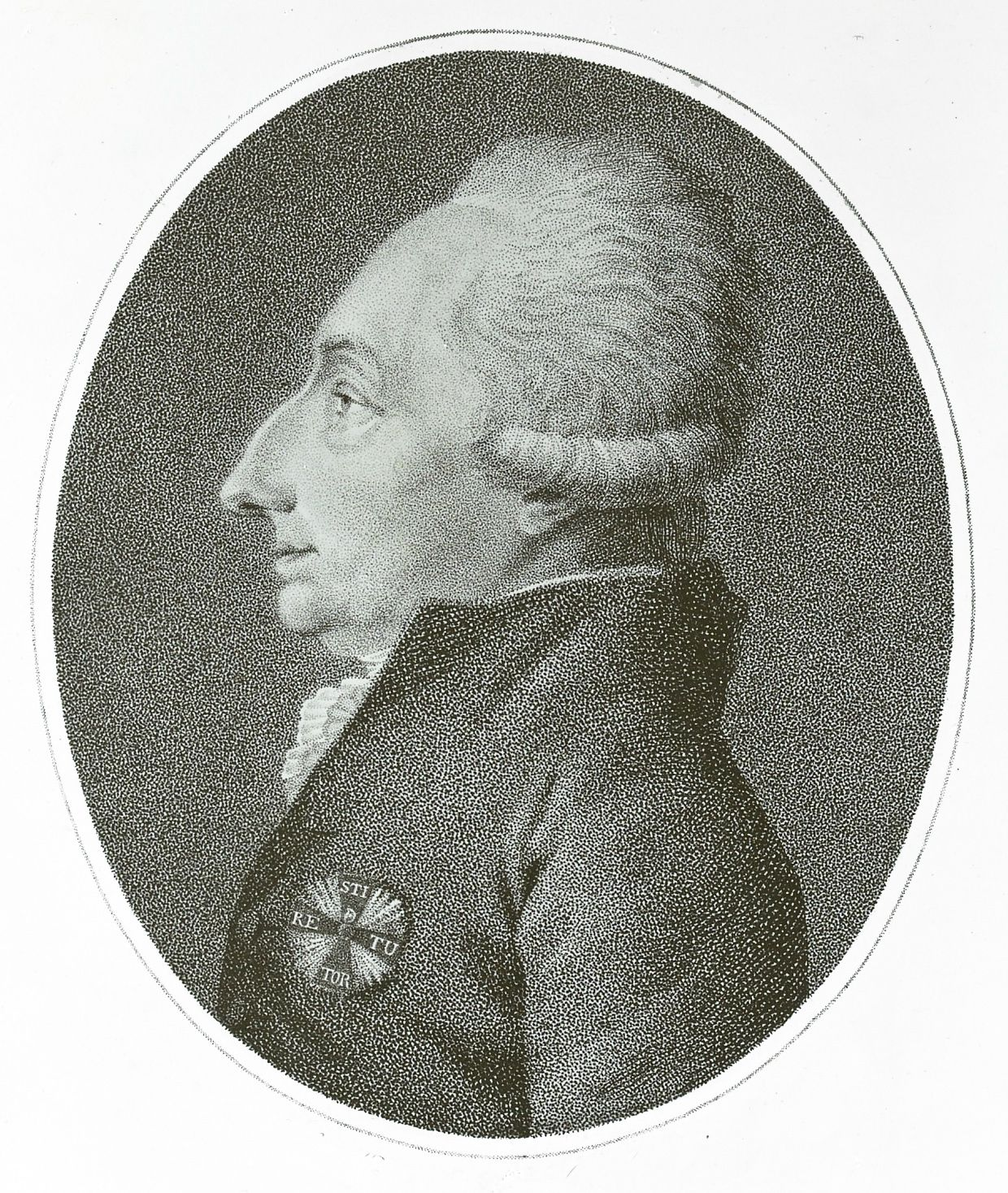
Peter Friedrich Graf von Hohenthal, (um 1800)

Peter Friedrich von Hohenthal, ab 1790 Graf von Hohenthal (* 26. August 1735 in Leipzig; † 10. November 1819 in Dresden) war kursächsischer Geheimer Rat, Konferenzminister und Reichstagsgesandter.

## Herkunft
Peter Friedrich von Hohenthal war der Sohn des Leipziger Ratsherrn und kursächsischen Kammerherrn Christian Gottlieb von Hohenthal (1701–1763) und seiner Ehefrau Johanne Elisabeth, geborene Neuhaus (1709–1751), und somit Enkel des Leipziger Handels- und Ratsherrn Peter Hohmann (1663–1732), der 1717 als Edler von Hohenthal in den Reichsadel aufgenommen worden war. Peter Friedrich von Hohenthal hatte zwei Brüder und zwei Schwestern, darunter Christiane Elisabeth (1731–1807), die mit Heinrich Graf von Bünau (1732–1768) verheiratet war und nach dessen Tod Besitzerin von Schloss Püchau wurde, wodurch es in die Familie derer von Hohenthal kam und nach Christiane Elisabeths Tod 1807 an
ihren Bruder Peter Friedrich fiel.

## Leben
Peter Friedrich von Hohenthal studierte an der Universität Leipzig Jura und wurde 1763 zum Doktor promoviert. 1764 wurde er als Hof- und Justizienrat in die sächsische Landesregierung berufen und 1772 als Mitglied der Landes-Ökonomie-, Manufaktur- und Kommerziendeputation. 1779 folgte die Ernennung zum kursächsischen Gesandten am Immerwährenden Reichstag in Regensburg. Hier wurde er zu einer der angesehensten Persönlichkeiten. Er verteidigte den kursächsischen Vorsitz im Corpus Evangelicorum und wirkte im Sinne einer ausgleichenden Politik zwischen den Großmächten Österreich und Preußen. Nachdem er 1790 den Grafentitel erhalten hatte, wurde er 1799 vom Reichstag abberufen und vertrat Sachsen kurze Zeit auf dem Rastatter Kongress. Noch 1799 wurde er zum Wirklichen Geheimen Rat mit Sitz und Stimme im Geheimen Konsilium und zum Konferenzminister in Dresden ernannt, was er bis zu seinem Tode blieb.

## Familie
1774 heiratete Peter Friedrich von Hohenthal Johanna Friederike Karoline von Rex (1750–1803). die dem alten obersächsischen Adelsgeschlecht Rex entstammte. Das Ehepaar hatte den Sohn Karl Friedrich Anton (1775–1800), der bereits 25-jährig starb, sodass das Ehepaar ohne Erben blieb.